# ブリトゥン島
ブリトゥン島（ブリトゥンとう、インドネシア語: Pulau Belitung）はインドネシア西部にある島。ビリトゥン島/ベリトゥン島/ベリトン島 (Belitung)、ビリトン島 (Billiton)、ともいう。

## 地理
スマトラ島とカリマンタン島の間のカリマタ海峡に位置する。西のガスパル海峡を隔ててバンカ島がある。バンカ・ブリトゥン州に属する。面積は4,833km2。人口は約160,000人。最大の町はタンジュンパンダン。島は平坦で最高地点は510mしかなく、熱帯雨林に覆われている。産業としては、錫が産出する他、胡椒の栽培も行われている。
2021年にユネスコ世界ジオパークに指定される。

## 歴史
- 1812年、イギリス統治が始まる。
- 1824年、イギリス-オランダ間で結ばれた英蘭協約で、ブリトゥン島の領有権がオランダに確定した。
- 1860年、錫鉱石の採掘が始まる。
- 1949年、独立と共に南スマトラ州の一部となる。
- 2000年、南スマトラ州が分割され、バンカ＝ブリトゥン州が成立。